# Andrea Coda
Andrea Coda (* 25. April 1985 in Massa) ist ein ehemaliger italienischer Fußballspieler.

## Karriere

### Verein
Andrea Coda begann seine Karriere in den Jugendmannschaften der AS Lucchese Libertas und des FC Empoli. In der Saison 2004/05 wurde er in den Profikader des FC Empoli aufgenommen und konnte sich auf Anhieb in die Stammelf der Toskaner einfügen. In derselben Spielzeit gewann er mit Empoli die Serie-B-Meisterschaft und stieg mit der Mannschaft in die höchste italienische Liga auf. Die darauffolgende Saison bestritt Coda als Stammspieler und erreichte mit Empoli den achten Rang in der Serie A. Trotz dieses Erfolges verließ er daraufhin den Klub und wechselte zu Udinese Calcio. In den ersten zwei Jahren in Udine mit der Mannschaft blieb er unter den Erwartungen und das Team verpasste die Qualifikation für den UEFA-Pokal. Auch in der Spielzeit 2008/09 blieb der Mannschaft der Einzug ins internationale Geschäft verwehrt. In der Saison 2009/10 etablierte sich Coda endgültig im Team und stieg zum Leistungsträger in der Abwehr auf. In den Jahren 2013 und 2014 war er zeitweise an den FC Parma und an den AS Livorno ausgeliehen. 2015 wurde er von Sampdoria Genua unter Vertrag genommen, kam aber in der Saison nur zu sechs Einsätzen. 2016 wechselte er zum Erstliga-Aufsteiger Delfino Pescara 1936, bei dem er auch nach dem sofortigen Wiederabstieg in die zweite Liga unter Vertrag blieb.

### Nationalmannschaft
Andrea Coda durchlief von der U-15 an alle Jugendnationalmannschaften Italiens. Am 7. Oktober 2005 debütierte er in der U-21-Nationalmannschaft der Squadra Azzurra unter Trainer Claudio Gentile in der Partie gegen Slowenien. Coda wurde ins italienische Team für die U-21-Europameisterschaft 2006 und U-21-Europameisterschaft 2007 berufen, aber in beiden Turnieren bei keinem Spiel eingesetzt. Zudem nahm er 2008 mit der Olympiaauswahl beim Fußballturnier in Peking teil und erreichte mit dem Team das Viertelfinale. Insgesamt absolvierte er 39 Länderspiele für alle Jugendnationalmannschaften und erzielte einen Treffer.

## Erfolge
- Turnier von Toulon: 2008